# 1530 Rantaseppä
1530 Rantaseppä este un asteroid din centura principală, descoperit pe 16 septembrie 1938, de Yrjö Väisälä.